# Convocazioni per il campionato europeo maschile under 21 di calcio 2007
Sono convocabili i giocatori nati dopo il 31 dicembre 1983.

## Gruppo A

### Belgio
Allenatore:  Jean-François De Sart
| N. | Pos. | Giocatore            | Data nascita (età)          | Pres. | Squadra          |
| -- | ---- | -------------------- | --------------------------- | ----- | ---------------- |
| 1  | P    | Logan Bailly         | 27 dicembre 1985 (21 anni)  |       | Genk             |
| 2  | D    | Sepp De Roover       | 12 novembre 1984 (22 anni)  |       | Sparta Rotterdam |
| 3  | D    | Steve Colpaert       | 13 settembre 1986 (20 anni) |       | Brussels         |
| 4  | D    | Thomas Vermaelen     | 14 novembre 1985 (21 anni)  |       | Ajax             |
| 5  | D    | Landry Mulemo        | 17 settembre 1986 (20 anni) |       | Sint-Truiden     |
| 6  | D    | Nicolas Lombaerts    | 20 marzo 1985 (22 anni)     |       | Gent             |
| 7  | C    | Killian Overmeire    | 6 dicembre 1985 (21 anni)   |       | Lokeren          |
| 8  | C    | Faris Haroun         | 22 settembre 1985 (21 anni) |       | Genk             |
| 9  | A    | Kevin Mirallas       | 5 ottobre 1987 (19 anni)    |       | Lilla            |
| 10 | C    | Jan Vertonghen       | 24 aprile 1987 (20 anni)    |       | RKC Waalwijk     |
| 11 | C    | Maarten Martens      | 2 luglio 1984 (22 anni)     |       | AZ Alkmaar       |
| 12 | P    | Frank Boeckx         | 27 settembre 1986 (20 anni) |       | Sint-Truiden     |
| 13 | D    | Guillaume Gillet     | 9 marzo 1985 (22 anni)      |       | Gent             |
| 14 | A    | Tom De Mul           | 4 marzo 1986 (21 anni)      |       | Ajax             |
| 15 | D    | Sébastien Pocognoli  | 1º agosto 1987 (19 anni)    |       | Genk             |
| 16 | A    | Tom De Sutter        | 3 luglio 1985 (21 anni)     |       | Cercle Bruges    |
| 17 | C    | Marouane Fellaini    | 22 novembre 1987 (19 anni)  |       | Standard Liegi   |
| 18 | D    | Laurent Ciman        | 5 agosto 1985 (21 anni)     |       | Charleroi        |
| 19 | A    | Stijn De Smet        | 27 marzo 1985 (22 anni)     |       | Cercle Bruges    |
| 20 | D    | Anthony Vanden Borre | 24 ottobre 1987 (19 anni)   |       | Anderlecht       |
| 21 | P    | Michaël Cordier      | 27 marzo 1984 (23 anni)     |       | Brussels         |
| 22 | C    | Jonathan Blondel     | 3 aprile 1984 (23 anni)     |       | Club Bruges      |
| 23 | C    | Axel Witsel          | 12 gennaio 1989 (18 anni)   |       | Standard Liegi   |

### Israele
Allenatore:  Guy Levy
| N. | Pos. | Giocatore        | Data nascita (età)          | Pres. | Squadra             |
| -- | ---- | ---------------- | --------------------------- | ----- | ------------------- |
| 1  | P    | Ohad Levita      | 17 febbraio 1986 (21 anni)  |       | Hapoel Kfar Saba    |
| 2  | D    | Yuval Spungin    | 3 aprile 1987 (20 anni)     |       | Maccabi Tel Aviv    |
| 3  | D    | Eliran Danin     | 29 marzo 1984 (23 anni)     |       | Hapoel Kfar Saba    |
| 4  | D    | Shai Maymon      | 18 marzo 1986 (21 anni)     |       | Maccabi Herzliya    |
| 5  | D    | Dekel Keinan     | 15 settembre 1984 (22 anni) |       | Maccabi Haifa       |
| 6  | C    | Lior Jan         | 24 ottobre 1987 (19 anni)   |       | Maccabi Tel Aviv    |
| 7  | C    | Idan Srur        | 5 ottobre 1986 (20 anni)    |       | Hapoel Petah Tiqwa  |
| 8  | C    | Aviram Bruchyan  | 20 maggio 1985 (22 anni)    |       | Beitar Gerusalemme  |
| 9  | A    | Barak Itzhaki    | 25 settembre 1984 (22 anni) |       | Beitar Gerusalemme  |
| 10 | A    | Toto Tamuz       | 4 gennaio 1988 (19 anni)    |       | Beitar Gerusalemme  |
| 11 | A    | Omer Peretz      | 26 gennaio 1986 (21 anni)   |       | Maccabi Tel Aviv    |
| 12 | D    | Rami Duani       | 25 maggio 1987 (20 anni)    |       | Hapoel Tel Aviv     |
| 13 | D    | Nitzan Damari    | 13 gennaio 1987 (20 anni)   |       | Maccabi Petah Tikva |
| 14 | A    | Shlomi Arbeitman | 14 maggio 1985 (22 anni)    |       | Maccabi Haifa       |
| 15 | D    | Naor Peser       | 18 ottobre 1985 (21 anni)   |       | Maccabi Petah Tikva |
| 16 | A    | Amit Ben Shushan | 20 marzo 1985 (22 anni)     |       | Beitar Gerusalemme  |
| 17 | A    | Ben Sahar        | 10 agosto 1989 (17 anni)    |       | Chelsea             |
| 18 | P    | Tom Almadon      | 30 novembre 1984 (22 anni)  |       | Maccabi Haifa       |
| 19 | D    | Dani Bondar      | 7 febbraio 1987 (20 anni)   |       | Hapoel Tel Aviv     |
| 20 | C    | Amir Taga        | 1º febbraio 1985 (22 anni)  |       | Maccabi Netanya     |
| 21 | C    | Sheran Yeini     | 18 dicembre 1986 (20 anni)  |       | Maccabi Tel Aviv    |
| 22 | C    | Lior Refaelov    | 26 aprile 1986 (21 anni)    |       | Maccabi Haifa       |
| 23 | P    | Yossi Shekel     | 24 settembre 1984 (22 anni) |       | Maccabi Herzliya    |

### Paesi Bassi
Allenatore:  Foppe de Haan
| N. | Pos. | Giocatore             | Data nascita (età)         | Pres. | Squadra          |
| -- | ---- | --------------------- | -------------------------- | ----- | ---------------- |
| 1  | P    | Boy Waterman          | 24 gennaio 1984 (23 anni)  |       | AZ Alkmaar       |
| 2  | D    | Gianni Zuiverloon     | 30 dicembre 1985 (21 anni) |       | Heerenveen       |
| 3  | D    | Ron Vlaar             | 16 febbraio 1985 (22 anni) |       | Feyenoord        |
| 4  | D    | Arnold Kruiswijk      | 2 novembre 1984 (22 anni)  |       | Groningen        |
| 5  | D    | Erik Pieters          | 7 agosto 1988 (18 anni)    |       | Utrecht          |
| 6  | C    | Hedwiges Maduro       | 13 febbraio 1985 (22 anni) |       | Ajax             |
| 7  | A    | Julian Jenner         | 28 febbraio 1984 (23 anni) |       | AZ Alkmaar       |
| 8  | D    | Royston Drenthe       | 8 aprile 1987 (20 anni)    |       | Feyenoord        |
| 9  | A    | Ryan Babel            | 19 dicembre 1986 (20 anni) |       | Ajax             |
| 10 | C    | Ismaïl Aissati        | 16 agosto 1988 (18 anni)   |       | Twente           |
| 11 | A    | Daniël de Ridder      | 6 marzo 1984 (23 anni)     |       | Celta Vigo       |
| 12 | C    | Luigi Bruins          | 8 marzo 1987 (20 anni)     |       | Excelsior        |
| 13 | A    | Maceo Rigters         | 22 gennaio 1984 (23 anni)  |       | NAC Breda        |
| 14 | A    | Roy Beerens           | 22 dicembre 1987 (19 anni) |       | N.E.C.           |
| 15 | C    | Robbert Schilder      | 18 aprile 1986 (21 anni)   |       | Heracles Almelo  |
| 16 | P    | Kenneth Vermeer       | 10 gennaio 1986 (21 anni)  |       | Ajax             |
| 17 | C    | Haris Međunjanin      | 8 marzo 1985 (22 anni)     |       | Sparta Rotterdam |
| 18 | D    | Ryan Donk             | 5 agosto 1985 (21 anni)    |       | AZ Alkmaar       |
| 19 | D    | Calvin Jong-a-Pin     | 18 luglio 1986 (20 anni)   |       | Heerenveen       |
| 20 | A    | Tim Janssen           | 6 marzo 1986 (21 anni)     |       | RKC Waalwijk     |
| 21 | D    | Frank van der Struijk | 28 marzo 1985 (22 anni)    |       | Willem II        |
| 22 | C    | Otman Bakkal          | 27 febbraio 1985 (22 anni) |       | Twente           |
| 23 | P    | Tim Krul              | 3 aprile 1988 (19 anni)    |       | Newcastle Utd    |

### Portogallo
Allenatore:  José Couceiro
| N. | Pos. | Giocatore             | Data nascita (età)          | Pres. | Squadra          |
| -- | ---- | --------------------- | --------------------------- | ----- | ---------------- |
| 1  | P    | Paulo Ribeiro         | 6 giugno 1984 (23 anni)     |       | Porto            |
| 2  | D    | Eurípedes Amoreirinha | 5 agosto 1984 (22 anni)     |       | Estrela Amadora  |
| 3  | D    | João Pereira          | 25 febbraio 1984 (23 anni)  |       | Gil Vicente      |
| 4  | C    | Miguel Veloso         | 11 maggio 1986 (21 anni)    |       | Sporting Lisbona |
| 5  | D    | José Semedo           | 11 gennaio 1985 (22 anni)   |       | Cagliari         |
| 6  | C    | Sérgio Organista      | 26 agosto 1984 (22 anni)    |       | Pontevedra       |
| 7  | C    | Filipe Oliveira       | 27 maggio 1984 (23 anni)    |       | Marítimo         |
| 8  | C    | Manuel Fernandes      | 5 febbraio 1986 (21 anni)   |       | Everton          |
| 9  | A    | Hugo Almeida          | 23 maggio 1984 (23 anni)    |       | Werder Brema     |
| 10 | C    | João Moutinho         | 8 settembre 1986 (20 anni)  |       | Sporting Lisbona |
| 11 | D    | José Gonçalves        | 17 settembre 1985 (21 anni) |       | Hearts           |
| 12 | P    | Ricardo Batista       | 19 novembre 1986 (20 anni)  |       | Wycombe          |
| 13 | D    | Rolando               | 31 agosto 1985 (21 anni)    |       | Belenenses       |
| 14 | C    | Paulo Machado         | 31 marzo 1986 (21 anni)     |       | União Leiria     |
| 15 | C    | Rúben Amorim          | 27 gennaio 1985 (22 anni)   |       | Belenenses       |
| 16 | A    | João Moreira          | 7 febbraio 1986 (21 anni)   |       | Valencia         |
| 17 | A    | Ricardo Vaz Tê        | 1º ottobre 1986 (20 anni)   |       | Bolton           |
| 18 | A    | Nani                  | 17 novembre 1986 (20 anni)  |       | Sporting Lisbona |
| 19 | A    | Silvestre Varela      | 2 febbraio 1985 (22 anni)   |       | Vitória Setúbal  |
| 20 | A    | Yannick Djaló         | 5 maggio 1986 (21 anni)     |       | Sporting Lisbona |
| 21 | D    | Vitorino Antunes      | 1º aprile 1987 (20 anni)    |       | Paços Ferreira   |
| 22 | D    | Manuel da Costa       | 6 maggio 1986 (21 anni)     |       | PSV              |
| 23 | P    | João Botelho          | 22 settembre 1985 (21 anni) |       | Santa Clara      |

## Gruppo B

### Rep. Ceca
Allenatore:  Ladislav Škorpil
| N. | Pos. | Giocatore          | Data nascita (età)          | Pres. | Squadra            |
| -- | ---- | ------------------ | --------------------------- | ----- | ------------------ |
| 1  | P    | Zdeněk Zlámal      | 5 novembre 1985 (21 anni)   |       | Tescoma Zlín       |
| 2  | D    | Josef Kaufman      | 27 marzo 1984 (23 anni)     |       | Teplice            |
| 3  | D    | Martin Kuncl       | 1º aprile 1984 (23 anni)    |       | Brno               |
| 4  | D    | Roman Hubník       | 6 giugno 1984 (23 anni)     |       | FK Mosca           |
| 5  | D    | Michal Kadlec      | 13 dicembre 1984 (22 anni)  |       | Sparta Praga       |
| 6  | C    | Luboš Hušek        | 26 gennaio 1984 (23 anni)   |       | Sparta Praga       |
| 7  | C    | Daniel Kolář       | 27 ottobre 1985 (21 anni)   |       | Sparta Praga       |
| 8  | C    | Tomáš Jirsák       | 29 giugno 1984 (22 anni)    |       | Teplice            |
| 9  | A    | Tomáš Krbeček      | 27 ottobre 1985 (21 anni)   |       | Viktoria Plzeň     |
| 10 | A    | Jan Holenda        | 22 agosto 1985 (21 anni)    |       | Dyn. Č. Budějovice |
| 11 | A    | Daniel Pudil       | 27 settembre 1985 (21 anni) |       | Slovan Liberec     |
| 12 | C    | Michal Švec        | 19 marzo 1987 (20 anni)     |       | Slavia Praga       |
| 13 | D    | Martin Klein       | 2 luglio 1984 (22 anni)     |       | Teplice            |
| 14 | A    | Michal Papadopulos | 14 aprile 1985 (22 anni)    |       | Bayer Leverkusen   |
| 15 | C    | František Rajtoral | 12 marzo 1986 (21 anni)     |       | Baník Ostrava      |
| 16 | P    | Josef Kubásek      | 6 maggio 1985 (22 anni)     |       | Baník Sokolov      |
| 17 | D    | Jiří Kladrubský    | 19 novembre 1985 (21 anni)  |       | Dyn. Č. Budějovice |
| 18 | A    | Jan Kysela         | 17 dicembre 1985 (21 anni)  |       | Mladá Boleslav     |
| 19 | A    | Martin Fillo       | 7 febbraio 1986 (21 anni)   |       | Viktoria Plzeň     |
| 20 | C    | Filip Rýdel        | 30 marzo 1984 (23 anni)     |       | Sigma Olomouc      |
| 21 | D    | Milan Kopic        | 23 novembre 1984 (22 anni)  |       | Mladá Boleslav     |
| 22 | A    | Jan Blažek         | 20 marzo 1988 (19 anni)     |       | Slovan Liberec     |
| 23 | P    | Milan Švenger      | 6 luglio 1986 (20 anni)     |       | Zenit Čáslav       |

### Inghilterra
Allenatore:  Stuart Pearce
| N. | Pos. | Giocatore         | Data nascita (età)         | Pres. | Reti | Squadra         |
| -- | ---- | ----------------- | -------------------------- | ----- | ---- | --------------- |
| 1  | P    | Scott Carson      | 3 settembre 1985 (21 anni) | 25    | 0    | Charlton        |
| 2  | D    | Justin Hoyte      | 20 novembre 1984 (22 anni) | 14    | 1    | Arsenal         |
| 3  | D    | Leighton Baines   | 11 dicembre 1984 (22 anni) | 12    | 1    | Wigan           |
| 4  | D    | Steven Taylor     | 23 gennaio 1986 (21 anni)  | 15    | 4    | Newcastle Utd   |
| 5  | D    | Anton Ferdinand   | 18 febbraio 1985 (22 anni) | 16    | 0    | West Ham Utd    |
| 6  | D    | Gary Cahill       | 19 dicembre 1985 (21 anni) | 2     | 0    | Aston Villa     |
| 7  | C    | Nigel Reo-Coker   | 14 maggio 1984 (23 anni)   | 19    | 1    | West Ham Utd    |
| 9  | C    | Kieran Richardson | 21 ottobre 1984 (22 anni)  | 9     | 1    | Manchester Utd  |
| 10 | A    | David Nugent      | 2 maggio 1985 (22 anni)    | 10    | 3    | Preston N.E.    |
| 11 | A    | Ashley Young      | 9 luglio 1985 (21 anni)    | 7     | 0    | Aston Villa     |
| 12 | C    | Wayne Routledge   | 7 gennaio 1985 (22 anni)   | 10    | 1    | Fulham          |
| 13 | P    | Joe Hart          | 19 aprile 1987 (20 anni)   | 2     | 0    | Blackpool       |
| 14 | D    | Liam Rosenior     | 9 luglio 1984 (22 anni)    | 6     | 0    | Fulham          |
| 15 | C    | James Milner      | 4 gennaio 1986 (21 anni)   | 24    | 2    | Newcastle Utd   |
| 16 | A    | Leroy Lita        | 28 dicembre 1984 (22 anni) | 5     | 3    | Reading         |
| 17 | C    | Tom Huddlestone   | 28 dicembre 1986 (20 anni) | 16    | 1    | Tottenham       |
| 18 | C    | Mark Noble        | 8 maggio 1987 (20 anni)    | 1     | 0    | West Ham Utd    |
| 19 | A    | Matt Derbyshire   | 14 aprile 1986 (21 anni)   | 2     | 1    | Blackburn       |
| 20 | D    | Nedum Onuoha      | 12 novembre 1986 (20 anni) | 4     | 0    | Manchester City |
| 21 | A    | James Vaughan     | 14 luglio 1988 (18 anni)   | 0     | 0    | Everton         |
| 22 | P    | Ben Alnwick       | 1º gennaio 1987 (20 anni)  | 0     | 0    | Tottenham       |
| 23 | D    | Peter Whittingham | 8 settembre 1984 (22 anni) | 16    | 3    | Cardiff City    |

### Italia
Allenatore:  Pierluigi Casiraghi
| N. | Pos. | Giocatore          | Data nascita (età)         | Pres. | Reti | Squadra        |
| -- | ---- | ------------------ | -------------------------- | ----- | ---- | -------------- |
| 1  | P    | Gianluca Curci     | 12 luglio 1985 (21 anni)   |       |      | Roma           |
| 2  | D    | Marco Andreolli    | 10 giugno 1986 (21 anni)   |       |      | Inter          |
| 3  | D    | Giorgio Chiellini  | 14 agosto 1984 (22 anni)   |       |      | Juventus       |
| 4  | C    | Antonio Nocerino   | 9 aprile 1985 (22 anni)    |       |      | Piacenza       |
| 5  | D    | Andrea Mantovani   | 22 giugno 1984 (22 anni)   |       |      | Chievo         |
| 6  | D    | Marco Motta        | 14 maggio 1986 (21 anni)   |       |      | Udinese        |
| 7  | C    | Riccardo Montolivo | 18 gennaio 1985 (22 anni)  |       |      | Fiorentina     |
| 8  | C    | Alberto Aquilani   | 7 luglio 1984 (22 anni)    |       |      | Roma           |
| 9  | A    | Giampaolo Pazzini  | 2 agosto 1984 (22 anni)    |       |      | Fiorentina     |
| 10 | C    | Alessandro Rosina  | 31 gennaio 1984 (23 anni)  |       |      | Torino         |
| 11 | A    | Giuseppe Rossi     | 1º febbraio 1987 (20 anni) |       |      | Parma          |
| 12 | P    | Emiliano Viviano   | 1º dicembre 1985 (21 anni) |       |      | Brescia        |
| 13 | D    | Andrea Coda        | 25 aprile 1985 (22 anni)   |       |      | Udinese        |
| 14 | D    | Domenico Criscito  | 30 dicembre 1986 (20 anni) |       |      | Genoa          |
| 15 | D    | Michele Canini     | 5 giugno 1985 (22 anni)    |       |      | Cagliari       |
| 16 | C    | Daniele Dessena    | 10 maggio 1987 (20 anni)   |       |      | Parma          |
| 17 | D    | Andrea Raggi       | 24 giugno 1984 (22 anni)   |       |      | Empoli         |
| 18 | C    | Simone Padoin      | 18 marzo 1984 (23 anni)    |       |      | Vicenza        |
| 19 | A    | Graziano Pellè     | 15 luglio 1985 (21 anni)   |       |      | Cesena         |
| 20 | A    | Raffaele Palladino | 17 aprile 1984 (23 anni)   |       |      | Juventus       |
| 21 | C    | Andrea Lazzari     | 3 dicembre 1984 (22 anni)  |       |      | Piacenza       |
| 22 | P    | Andrea Consigli    | 27 gennaio 1987 (20 anni)  |       |      | Sambenedettese |
| 23 | C    | Luca Cigarini      | 20 giugno 1986 (20 anni)   |       |      | Parma          |

### Serbia
Allenatore:  Miroslav Đukić
| N. | Pos. | Giocatore          | Data nascita (età)          | Pres. | Reti | Squadra           |
| -- | ---- | ------------------ | --------------------------- | ----- | ---- | ----------------- |
| 1  | P    | Damir Kahriman     | 19 novembre 1985 (21 anni)  |       |      | Vojvodina         |
| 2  | D    | Branislav Ivanović | 22 febbraio 1984 (23 anni)  |       |      | Lokomotiv Mosca   |
| 3  | D    | Antonio Rukavina   | 26 gennaio 1984 (23 anni)   |       |      | Partizan          |
| 4  | D    | Nemanja Rnić       | 30 settembre 1984 (22 anni) |       |      | Partizan          |
| 5  | D    | Gojko Kačar        | 30 dicembre 1986 (20 anni)  |       |      | Vojvodina         |
| 6  | D    | Aleksandar Kolarov | 10 novembre 1985 (21 anni)  |       |      | OFK Belgrado      |
| 7  | C    | Milan Smiljanić    | 19 novembre 1986 (20 anni)  |       |      | Partizan          |
| 8  | C    | Boško Janković     | 1º marzo 1984 (23 anni)     |       |      | Maiorca           |
| 9  | A    | Đorđe Rakić        | 31 ottobre 1985 (21 anni)   |       |      | OFK Belgrado      |
| 10 | C    | Dejan Milovanović  | 21 gennaio 1984 (23 anni)   |       |      | Stella Rossa      |
| 11 | D    | Duško Tošić        | 19 gennaio 1985 (22 anni)   |       |      | Sochaux           |
| 12 | P    | Igor Stefanović    | 17 luglio 1987 (19 anni)    |       |      | Zemun             |
| 13 | C    | Nikola Drinčić     | 7 settembre 1984 (22 anni)  |       |      | Amkar Perm'       |
| 14 | C    | Stefan Babović     | 7 gennaio 1987 (20 anni)    |       |      | OFK Belgrado      |
| 15 | C    | Predrag Pavlović   | 19 giugno 1986 (20 anni)    |       |      | Napredak Kruševac |
| 16 | C    | Đorđe Ivelja       | 30 giugno 1984 (22 anni)    |       |      | OFK Belgrado      |
| 17 | C    | Miloš Krasić       | 1º novembre 1984 (22 anni)  |       |      | CSKA Mosca        |
| 18 | A    | Dragan Mrđa        | 23 gennaio 1984 (23 anni)   |       |      | Lierse            |
| 19 | D    | Dušan Basta        | 18 agosto 1984 (22 anni)    |       |      | Stella Rossa      |
| 20 | D    | Slobodan Rajković  | 3 febbraio 1989 (18 anni)   |       |      | OFK Belgrado      |
| 21 | C    | Zoran Tošić        | 18 gennaio 1987 (20 anni)   |       |      | Banat Zrenjanin   |
| 22 | D    | Nikola Petković    | 31 gennaio 1984 (23 anni)   |       |      | Vojvodina         |
| 23 | P    | Aleksandar Kesić   | 18 agosto 1987 (19 anni)    |       |      | Mladost Apatin    |